# JAR (formato di file)
Un archivio Java (o JAR, abbreviazione di Java archive) è un file archivio contenente classi Java e altre risorse necessarie all'esecuzione di applicazioni o applet.
Il formato è basato su ZIP, sebbene contenga una directory denominata "META-INF". Nei sistemi operativi Microsoft Windows e Solaris, in presenza di un Java Runtime Environment, vengono trattati come eseguibili.

## Descrizione

### Vantaggi
L'utilizzo di questi archivi ha molteplici benefici:
- Compressione: con l'archiviazione si riesce a ridurre sensibilmente il numero di file arrivando anche ad un unico file jar[5]. Questo metodo, infatti, è largamente diffuso per applicazioni di tipo Applet, dato che diminuisce il tempo di caricamento e quindi il carico di rete e server[5].
- Firma: all'interno del file jar è possibile anche salvare informazioni aggiuntive come l'autore del pacchetto[6].
- Estensione: essendo l'archivio visto come package dal linguaggio, può essere espanso e quindi generare da esso altri package, classi e interfacce[5].
- Portabilità: i file compressi restano in tutto e per tutto uguali agli originali e quindi utilizzabili su tutte le piattaforme che contengono la Java Virtual Machine (JVM)[7].
- Documentazione: il programma JavaDoc è comunque in grado di autodocumentare il contenuto dell'archivio compresso [8].

### Creazione di una raccolta
Per la creazione di un archivio jar si utilizza la seguente istruzione da linea di comando:
```
 jar cf nomeArchivio fileOPackage
```